# 1905 Ambartsumian
Ambartsumian (asteróide 1905) é um asteróide da cintura principal, a 1,8616311 UA. Possui uma excentricidade de 0,1627598 e um período orbital de 1 211,04 dias (3,32 anos).
Ambartsumian tem uma velocidade orbital média de 19,97427243 km/s e uma inclinação de 2,61432º.
Esse asteróide foi descoberto em 14 de Maio de 1972 por Tamara Smirnova.